# Embaixada do Haiti em Brasília
A Embaixada do Haiti em Brasília é a principal representação diplomática haitiana no Brasil. Os representantes haitianos estão em uma casa alugada no Lago Sul.
Brasil e Haiti estabeleceram relações diplomáticas em 1928.

## Serviços
A embaixada realiza os serviços protocolares das representações estrangeiras, como o auxílio aos haitianos que moram no Brasil e aos visitantes vindos do Haiti e também para os brasileiros que desejam visitar ou se mudar para o país caribenho. Cerca de duzentos brasileiros, a maioria missionários religiosos, vivem no Haiti, e os haitianos tem mantido uma imigração constante desde o terremoto de 2010 no Haiti. A embaixada de Brasília conta com um setor consular e é a única opção do tipo do país, mas o Haiti mantém parcerias com entidades de apoio aos imigrantes vindo do país em diversas cidades brasileiras, como São Paulo, Rio de Janeiro, Porto Alegre, Manaus, Campo Grande, Cuiabá e Belo Horizonte.
Outras ações que passam pela embaixada são as relações diplomáticas com o governo brasileiro nas áreas política, econômica, cultural e científica. Os dois países mantém parcerias de cooperação técnica e diálogo político, com os brasileiros tendo importante participação na Missão das Nações Unidas para a estabilização no Haiti e mantendo política migratória especial de caráter humanitário para os haitianos, que passaram a ser cada vez mais numerosos no Brasil - cerca de mil vistos são concedidos pela embaixada brasileira em Porto Príncipe por mês. O comércio entre os países chegou a 47,67 milhões de dólares. Após o terremoto de 2010, o Brasil contribui com projetos nas áreas da saúde, formação profissional, metrologia, recursos hídricos, saneamento e sistema prisional.